# Au Sable (Michigan)
Au Sable – jednostka osadnicza w Stanach Zjednoczonych, w stanie Michigan, w hrabstwie Iosco.